# Налимово (Артемовський міський округ)
Нали́мово (рос. Налимово) — присілок у складі Артемовського міського округу Свердловської області.
Населення — 29 осіб (2010, 96 у 2002).
Національний склад населення станом на 2002 рік: росіяни — 99 %.